# Mojstrovka
Der Mojstrovka ist ein dreigipfeliger Berg in den Julischen Alpen in Slowenien mit einer Höhe von 2366 m. i. J.
Seine Gipfel sind:
- Velika Mojstrovka 2366 m. i. J.
- Mala Mojstrovka 2332 m. i. J.
- Zadnja Mojstrovka 2354 m. i. J.

Er erhebt sich mit einer mächtigen Nordwand über den Planica-Tal (deutsch Ratschach-Matten), westlich des Gipfels führt ein Grat über den Travnik zum Jalovec. Der Gipfel ist am leichtesten von Osten über den Vršičpass zu erreichen. Dem Gipfel ist im Norden der Aussichtsgipfel Slemenova Špica vorgelagert.

## Klettersteig
Der Gipfel ist auch über den Nordwand-Klettersteig erreichbar. Dieser besteht aus zwei Teilen und verfügt über eine abwechslungsreiche Routenführung. Der erste Teil verläuft über Platten, Felsbänder, Verschneidungen und Rampen (Schwierigkeit: C). Der zweite Teil führt über ungesicherte, einfache Kletterstellen (Schwierigkeitsgrad I).

## Skitour
Im Winter ist die Mala Mojstrovka ein beliebtes Skitourenziel.